# ジュネーブサロン
ジュネーブサロン (Salon international de la haute horlogerie、SIHH、国際高級時計サロン) は、スイス・ジュネーブにて毎年1月頃に3日間程度かけて行われていた世界最大の宝飾と時計の見本市のひとつ。高級時計財団 (Fondation de la Haute Horlogerie、FHH)が主催していた。
2020年と2021年には新型コロナウイルス感染症の世界的流行をうけてウォッチズ＆ワンダーズ ジュネーブ（Watches and Wonders Genava）と名前を変えてオンライン展示会のみで開催し、2022年に改めて第1回と位置付けたウォッチズ＆ワンダーズ ジュネーブのリアル展示会（オンライン展示会も併存）を開催した。同展示会の成功を受けてリシュモングループ、ロレックス、パテックフィリップにより2022年9月にウォッチズ＆ワンダーズ ジュネーブ財団（WWGF）が設立され、財団理事会の会長にはロレックス会長のジャン・フレデリック・デュフールが、CEOには高級時計財団（FHH）CEOのマチュー・ユメールが就任した。第2回の2023年展示会は3月末から4月初旬の7日間で開催される。2020年に高額な出展料やホスピタリティの欠如の問題でバーゼルフェアが事実上終了したことで、そちらに出展していたロレックス・LVMHグループ傘下の各ブランド、グランドセイコーなどは本展で新作の発表と展示を行っている。

## 歴史
元々バーゼル・フェアに出展していたカルティエを中心とする高級時計メーカーグループ（現在のリシュモングループ）が1991年に独立し現在の形となった。
当初、バイヤー以外は報道関係者のみしか入場を認めておらず、有料で一般客の入場を認めているバーゼル・フェアとは一線を画していた。また、リシュモングループ以外では、ソーウインドグループ（ジラール・ペルゴなど）とオーデマ・ピゲ、パルミジャーニ・フルリエなどしか参加を認められていなかった。
2009年にリシュモンとの合弁で時計事業に乗り出したラルフローレンが参加。その後、時計価格全体の高騰、有力な顧客だった中国マーケットの停滞などの事情から、リシャール・ミルなどの新規高級時計メーカー、独立時計師の参加を認めた。
2017年には最終日のみながら事前登録した一般客の有料での入場（70スイス・フラン）を認めた。ソーウィンドグループは2013年度からバーゼルへと発表の場を移したものの、2017年にジラール・ペルゴがジュネーブに復帰している。ケリンググループからもユリス・ナルダンが同年ジュネーブへ復帰した。2018年にはエルメスがジュネーブへ移行した。
2019年の開催後、ビジネスモデルの変化などを理由にオーデマ・ピゲとリシャール・ミルがジュネーブサロンから撤退した。両ブランドは以降は独自のフェアを開催している。
スウォッチグループなどのメーカーがバーゼル・フェアを撤退したのを受けて、2020年のジュネーブサロンは、バーゼル・フェアと同時期開催になるとされていた。ジュネーブサロンは4月26日から4月29日に開催され、バーゼル・フェアはその直後に4月30日から5月5日まで開催される予定であった。結局、上記の通りコロナ禍のためバーゼルワールドは開催できないまま事実上終了し、ジュネーブサロン改めウォッチズ＆ワンダーズ ジュネーブはオンラインでの開催となった。翌2021年もオンライン開催となっている。
2022年、オンラインと併催したうえでようやくリアル開催が実現。2023年に7日間のフル開催となった。
2024年は7日間で計54ブランドが参加。最初の4日がメディア公開、残りの3日が一般公開となった。2025年は4月1日から4月7日まで開催される予定。ただし、メディア公開日が短いためすべてのブランドを取材できないことが問題とされている
。同年には、WWGFの理事会メンバーにシャネル、エルメス、LVMHが参加した。
スウォッチグループのニック・ハイエック Jr.CEOは、ウォッチズ＆ワンダーズ ジュネーブを「エリート主義の集まりであり、私たち業界人にとって最も重要な要素である世界中の消費者を排除して」いるとして今度も参加することはないと表明しており、代わりに独自のフェアを開催している。